# Hans-Peter Falkner

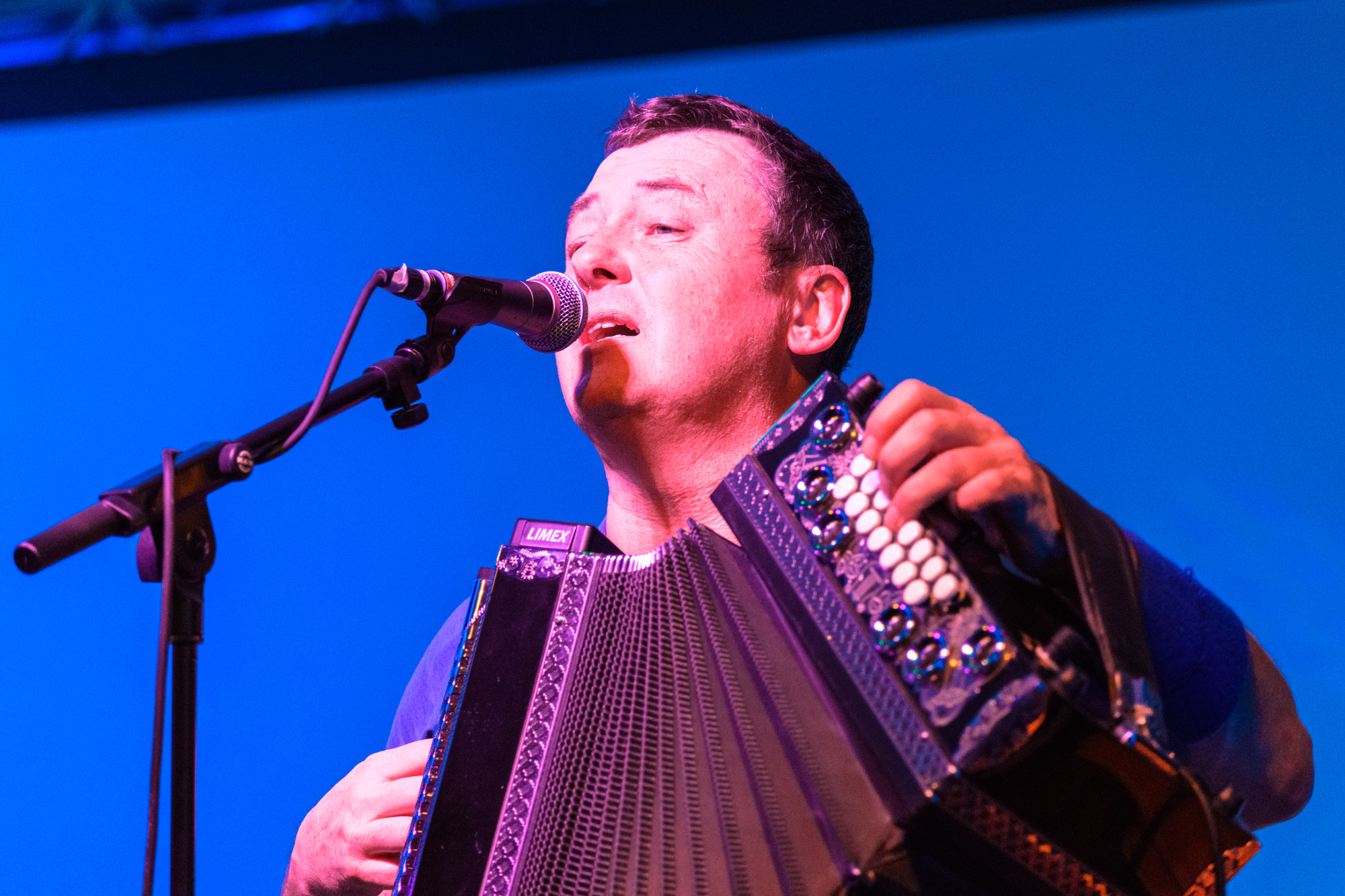
Hans-Peter Falkner im Attwenger-Konzert beim Festival der Regionen 2019 in Perg

Hans-Peter Falkner (* 13. März 1967 in Linz, Oberösterreich) ist Musiker, Ziehharmonikaspieler, Produzent und Autor. Bekannt ist er vor allem als Teil des Groove-Slang-Punk-Duos Attwenger.

## Leben
Falkner verbrachte seine Kindheit in Linz-Urfahr. Schon mit zehn Jahren trat er als Akkordeonist regelmäßig mit seinen Eltern als Trio Falkner auf. Von 1989 bis 1991 war er Mitglied der Gruppe Urfahraner Durchbruch, 1990 gründete er mit Markus Binder die Musikprojekte Attwenger und dessen akustischen Ableger Die Goas.
Von Attwenger sind bisher 12 Alben erschienen, zuletzt im Mai 2021 die LP/CD Drum auf Trikont. Attwenger gab mehr als 800 Live-Konzerte im In- und Ausland, etwa in Simbabwe, Malaysia, Russland, Vietnam, Pakistan, den USA, Mexiko, Indonesien und Myanmar.
1995 gründete Falkner in Wien das Musiklabel Fischrecords. Er veröffentlichte zahlreiche Alben, auf denen er selbst als Musiker (Steirische Harmonika, Gesang), aber auch als Musikproduzent für andere Künstler auftritt. 1997 erschien der erste Teil der Gstanzln-Buchreihe im Verlag Bibliothek der Provinz, in dem Falkner auch auf seine volksmusikalischen Wurzeln aufbaut.
Hans-Peter Falkner lebt in Wien.

## Werke
- 1234 gstanzln. Bibliothek der Provinz (mit CD), 1997. ISBN 978-3-85252-126-8.
- 567 gstanzln. Bibliothek der Provinz (mit CD), 1999. ISBN 978-3-85252-323-1.
- 890 gstanzln. Bibliothek der Provinz (mit CD), 2016. ISBN 978-3-99028-570-1.